# Viaduc du Torranchin
Le viaduc du Torranchin est un viaduc de l'autoroute française A89 situé sur la commune de Pontcharra-sur-Turdine, dans le département du Rhône, en France. Il traverse le ruisseau du Torranchin et la route départementale RD27.
Le viaduc fut construit entre août 2010 et août 2011. Il a été mis en service lors de l'ouverture de l'autoroute A89 en janvier 2013.

## Caractéristiques de l'ouvrage
- Largeur du tablier : 21.60m;
- Longueur du tablier à l'axe entre appui d'extrémité: 195.25m avec 3 travées (60.35m - 74.55m  -60.35m)
- Ouvrage courbe en plan sur un rayon R=2000m;
- Fondations profondes sur culée C0 : 8 pieux diamètre 1200 mm et longueur égale à 11.30 m;
- Fondations superficielles pour les 2 piles
- Pile P1 : hauteur de 20.74m - précontrainte dans chevêtre 12 câbles 12T15;
- Pile P2 : hauteur de 23.83m - précontrainte dans chevêtre 12 câbles 12T15;
- Fondations superficielles pour la culée C3;
- Charpente métallique : hauteur des poutres 3.40m - poids total de la charpente 1035t;

## Galerie

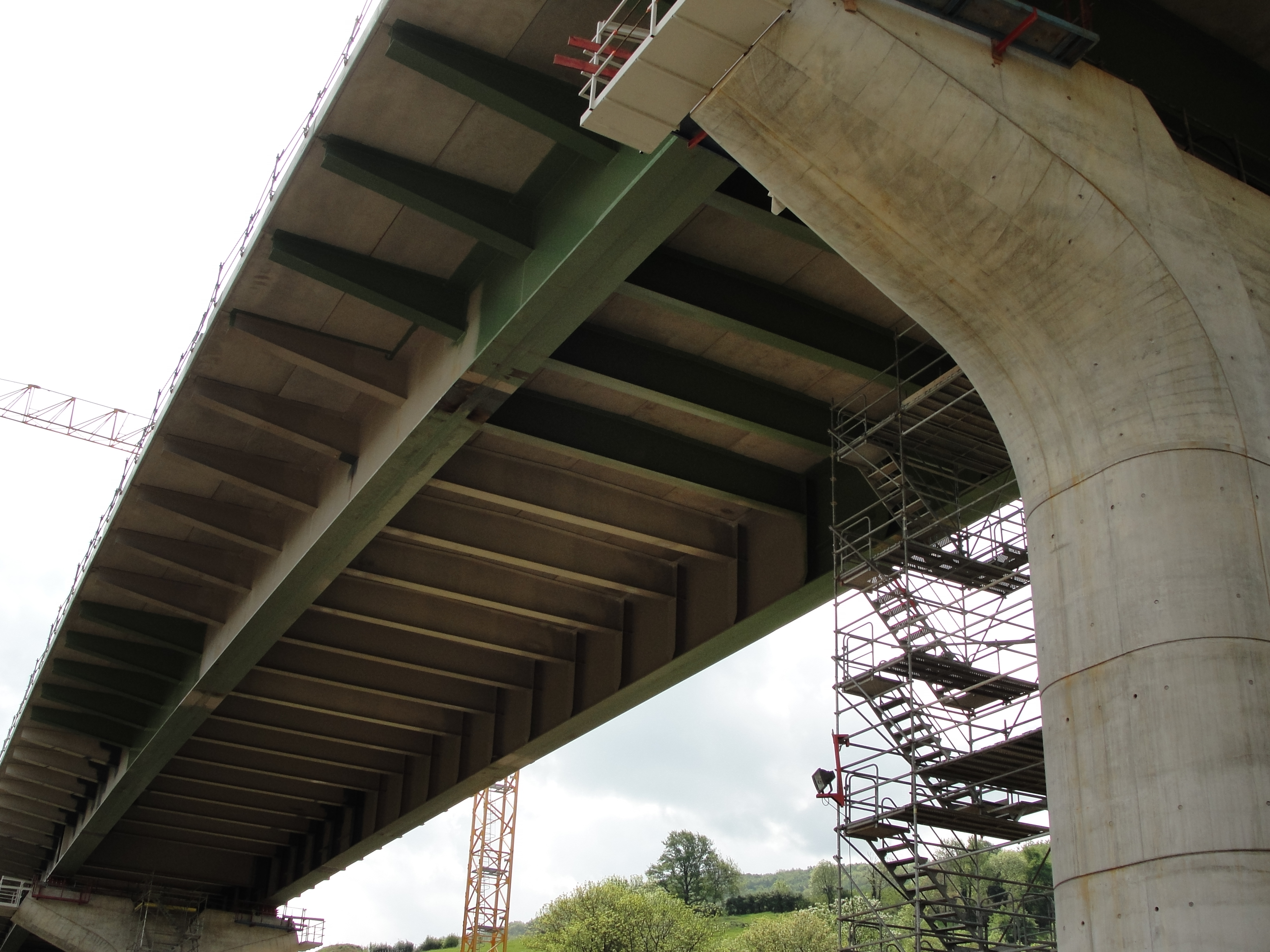
Tablier du viaduc lors de la construction.
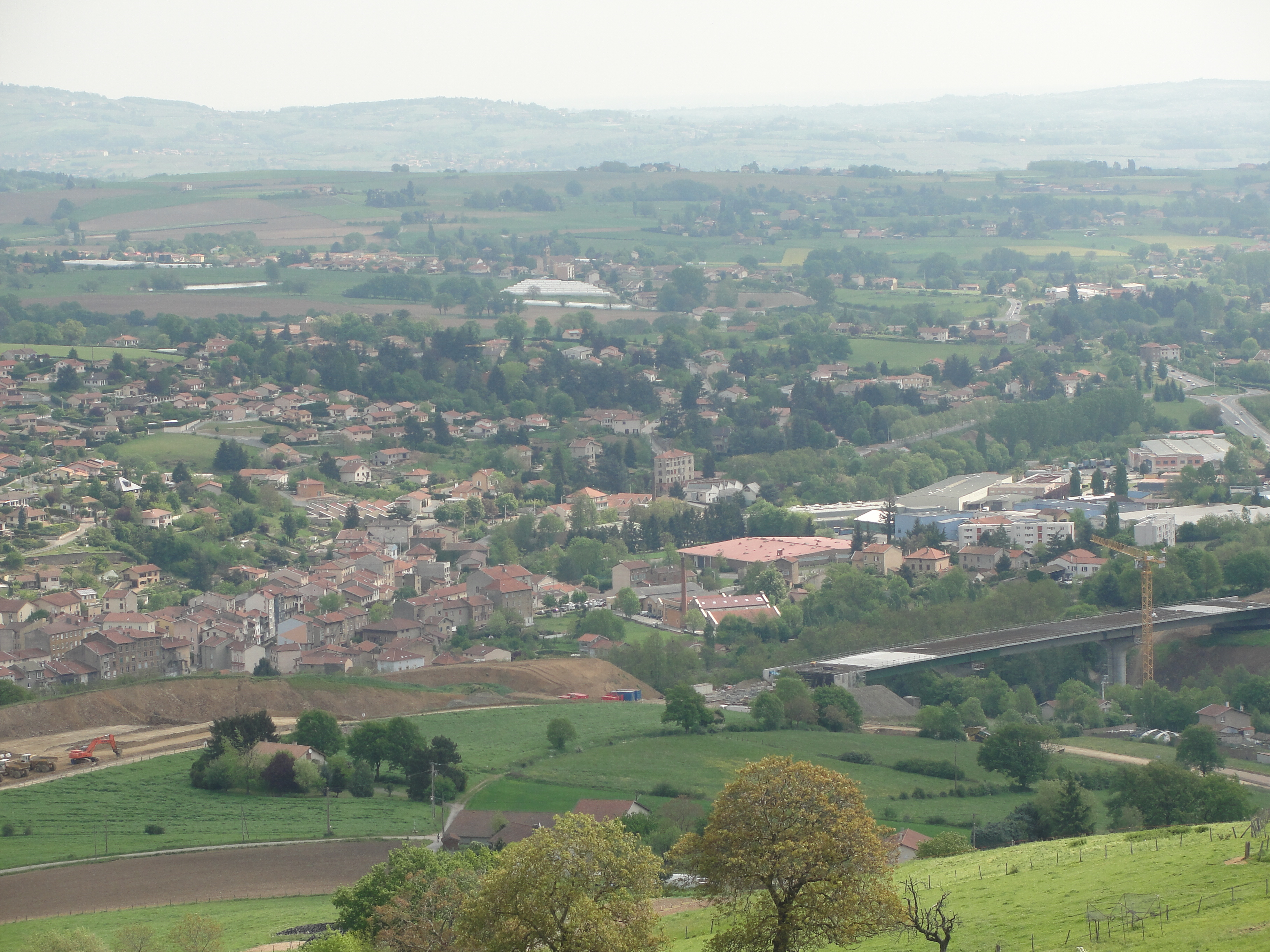
Construction du viaduc (printemps 2010).
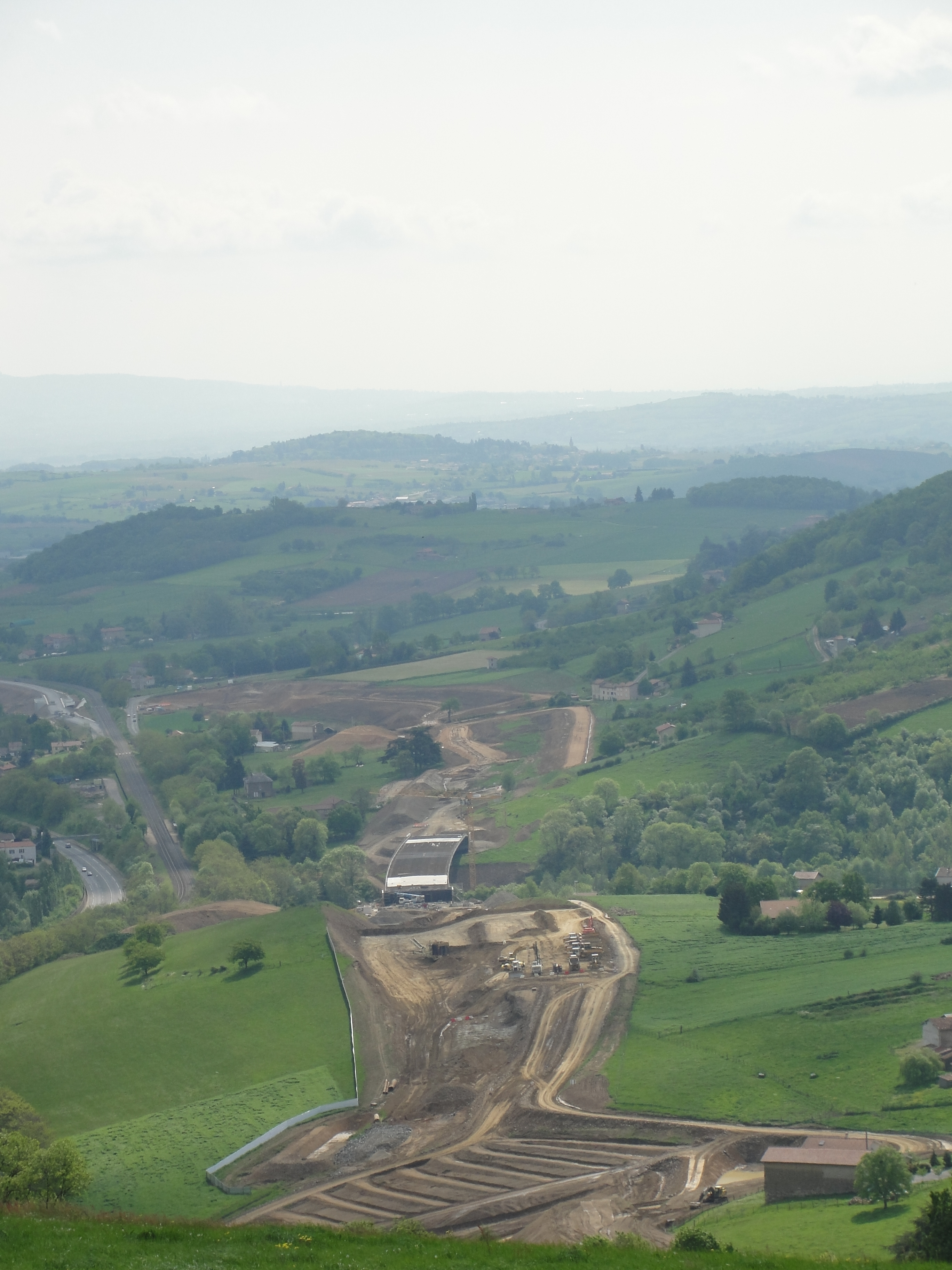
Vue du chantier au printemps 2010.
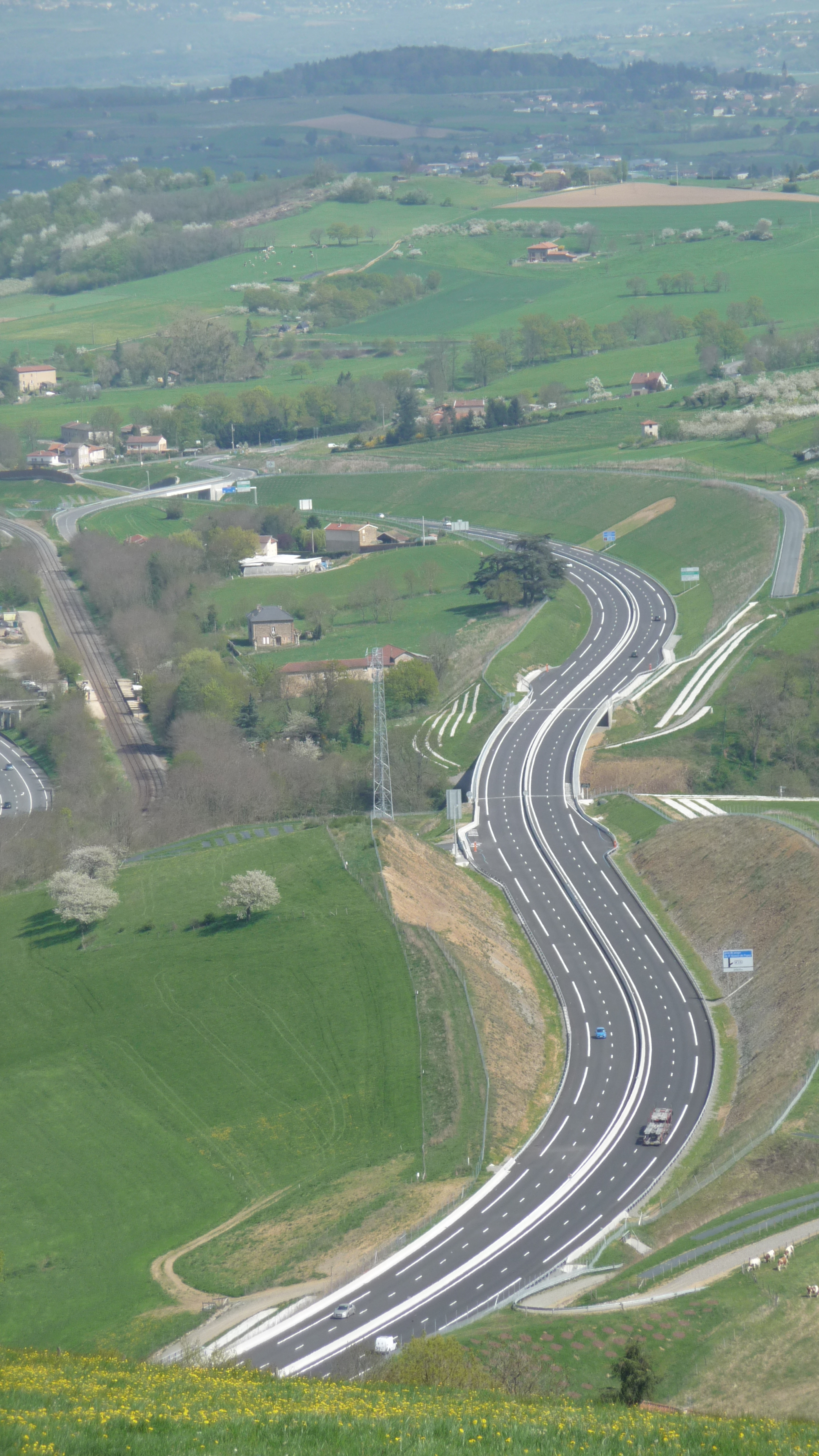
Viaduc ouvert à la circulation (25 avril 2013).
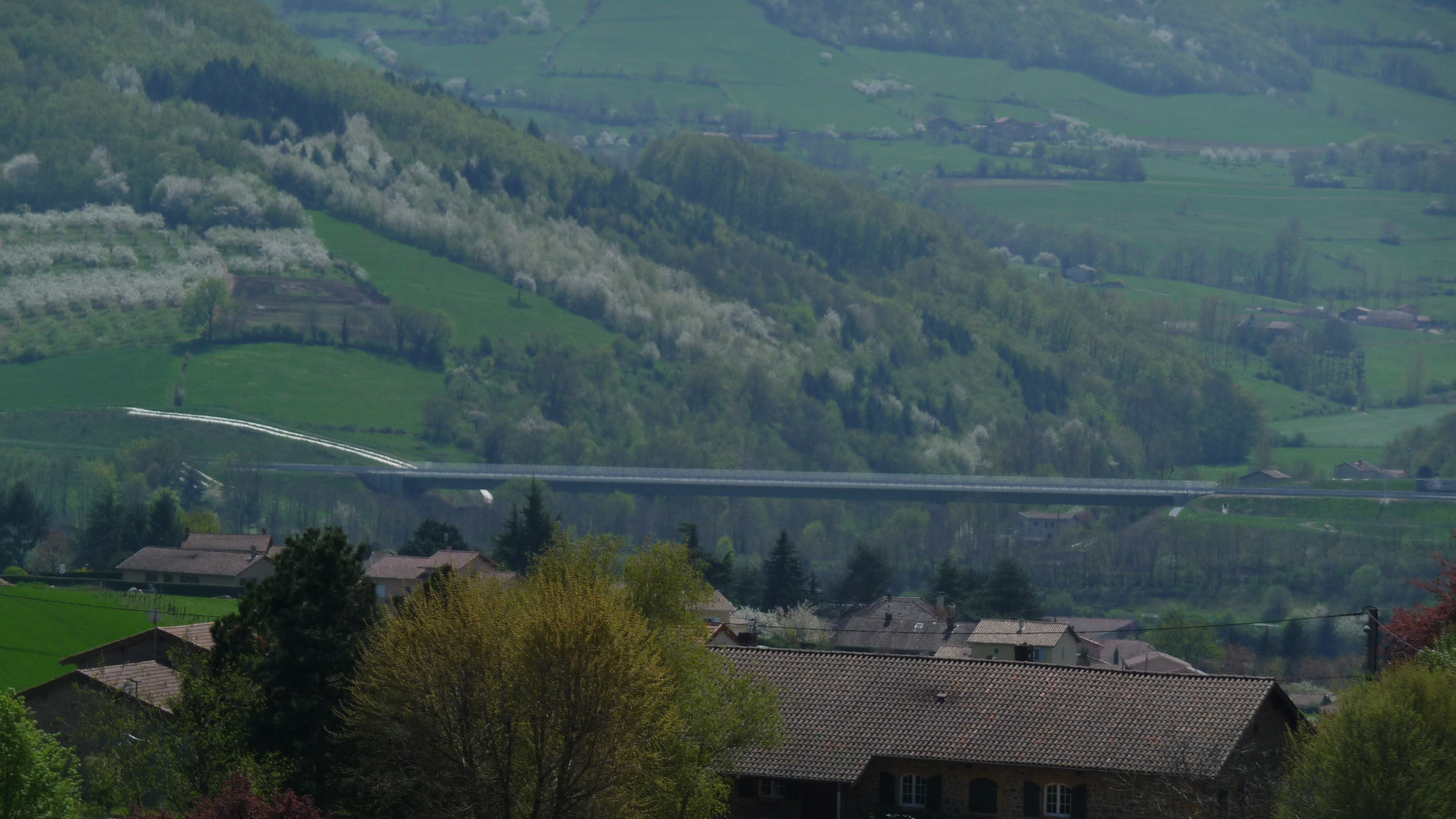
Vue du viaduc depuis Pontcharra-sur-Turdine.
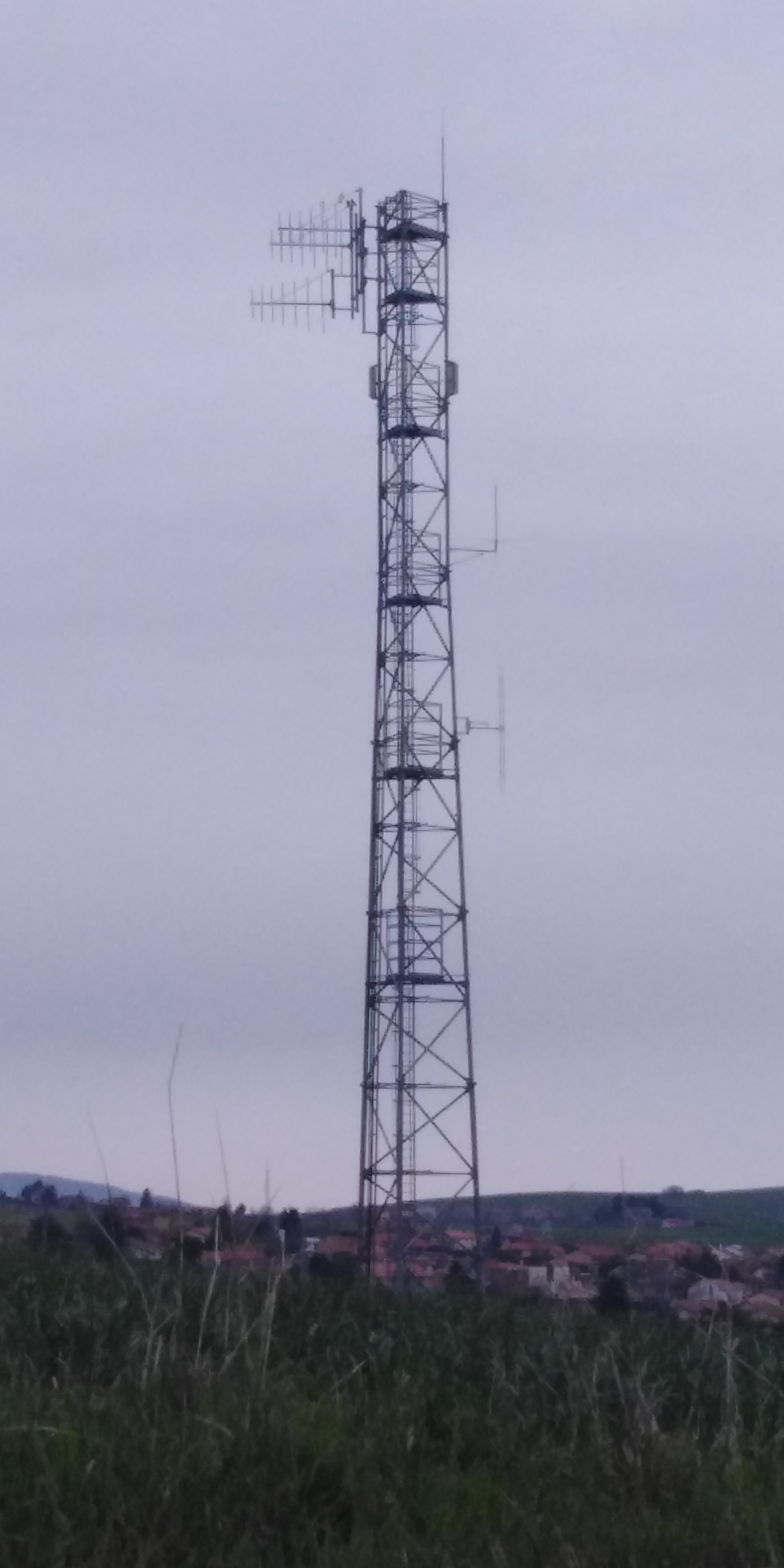
Relais sur le bord du viaduc du Torranchin[1].